# Hrabstwo Mahnomen
Hrabstwo Mahnomen (ang. Mahnomen County) – hrabstwo w stanie Minnesota w Stanach Zjednoczonych. Obszar całkowity hrabstwa obejmuje powierzchnię 582,92 mil2 (1 509,74 km²). Według danych z 2010 r. hrabstwo miało 5 413 mieszkańców. Hrabstwo powstało 27 grudnia 1906 roku, a jego nazwa wywodzi się z języka Czipewejów.

## Sąsiednie hrabstwa
- Hrabstwo Polk (północ)
- Hrabstwo Clearwater (wschód)
- Hrabstwo Becker (południe)
- Hrabstwo Norman (zachód)

## Miasta
- Bejou
- Mahnomen
- Waubun

## CDP
- Beaulieu
- Midway
- Naytahwaush
- Pine Bend
- Riverland
- The Ranch
- Twin Lakes
- West Roy Lake